# Sylvia Syms
Sylvia Syms (Woolwich, Londres,  6 de enero de 1934-Denville Hall, 27 de enero de 2023) fue una actriz británica.

## Biografía
Syms nació en Woolwich, un distrito del sureste de Londres (Inglaterra). Su madre Daisy Hale, era una sindicalista del comercio y su padre Edwin Syms era funcionario. Se educó en la prestigiosa Real Academia de Arte Dramático (Royal Academy of Dramatic Art) RADA, donde años después trabajó en su consejo.
En su familia, su hija Beatie Edney también es actriz y sus sobrinos Nick y Alex Webb se dedican a la música.

## Trayectoria
Sylvia Syms comenzó como una joven estrella de cine. En su segunda película My Teenage Daughter (1956), interpretó el papel de la problemática hija de Anna Neagle. 
En 1958, protagonizó la película Frío de hielo Ice-Cold in Alex junto a John Mills, Anthony Quayle y Harry Andrews. Esta película se convirtió en un film de culto, porque un extracto de ella se usó para un famoso anuncio de cerveza. Cuenta la historia de cuatro soldados del ejército británico tratando de salir de territorio enemigo. Una escena de amor entre Mills y Syms tuvo que cortarse porque resultó demasiado fuerte. Ese mismo año apareció en la película de la Guerra Civil inglesa, El Rascacielos de la Luna, y en 1959 actuó en Expresso Bongo con Cliff Richard. 
Terminado 1960 Syms había trabajado con Flora Robson, Orson Welles, Stanley Holloway, Lilli Palmer y William Holden.
En 1961 actuó junto a Dirk Bogarde en la película Víctima (Victim), como Laura Farr, la esposa de un abogado que es homosexual. Victim se convirtió en una película muy significativa sociológicamente, hasta tal punto que se consideró de gran influencia en la aceptación de la homosexualidad en el Reino Unido, liberalizando las actitudes e influyendo posteriormente en la ley británica, que hasta el año 1967 estaban prohibidas en ese país.
En 1962, interpretó a la esposa de Tony Hancock en The Punch and Judy Man. La película también presentaba a su sobrino, Nick Webb. Siguieron otras comedias, como The Big Job (1965), con el antiguo coprotagonista de Hancock, Sid James, y Bat Out of Hell (1967), pero fue por el drama por lo que se ganó la aclamación, incluyendo The Tamarind Seed (1974) con Julie Andrews y Omar Sharif, por la que fue nominada a un premio de la Academia de Cine Británica. My Good Woman (Mi buena mujer) en 1972 fue una serie de comedias televisivas de marido y mujer que duró hasta 1974 con Leslie Crowther. 
En 1975, fue la jefa del jurado en el 25.º Festival Internacional de Cine de Berlín. En 1989, Syms apareció en la historia de Doctor Who "Ghost Light". 
Probablemente es más conocida por sus personajes en las películas The Tamarind Seed, Ice Cold in Alex, No Trees in the Street y Woman in a Dressing Gown. Es recordada especialmente por su trabajo fílmico en los años cincuenta y sesenta, siguió trabajando en teatro y filmando para cine y televisión. 
Es una de las protagonistas de la película Is Anybody There?, (2009) junto a Michael Caine y Anne-Marie Duff. 
Trabajó junto con los siguientes actores (entre otros):
- Jenny Agutter
- Dirk Bogarde
- Marius Goring
- Hardy Krüger
- Herbert Lom
- Cliff Richard
- Sophia Loren
- Bernard Miles
- Ray Milland
- Roger Moore
- George Peppard
- Richard Todd.

## Filmografía
| - My Teenage Daughter (1957) - The Birthday Present (1957) - Woman in a Dressing Gown (1957) - No Time for Tears (1957) - The Moonraker (1958) - Ice-Cold in Alex (1958) - Bachelor of Hearts (1958) - No Trees in the Street (1959) - Ferry to Hong Kong (1959) - Expresso Bongo (1959) - Conspiracy of Hearts (1960) - The World of Suzie Wong (1960) - Vergini di Roma, Le (1961) - Flame in the Streets (1961) - Victim (1961) - The Quare Fellow (1962) - The Punch and Judy Man (1963) - The World Ten Times Over (1963) - East of Sudan (1964) - Operation Crossbow (1964) - The Big Job (1965) - Danger Route (1967) | - Hostile Witness (1968) - The Fiction Makers (1968) - It’s Your Move (1969) - The Desperados (1969) - Asylum (1972) - The Tamarind Seed (1974) - Give Us Tomorrow (1978) - There Goes the Bride (1980) - Absolute Beginners (1986) - A Chorus of Disaproval (1988) - Shirley Valentine (1989) - The Laughter of God (1990) - Shining Through (1992) - Dirty Weekend (1993) - The House of Angelo (1997) - Food of Love (1998) - Deep Down (2002) - Doctor Zhivago (2002) - What a Girl Wants (2003) - Mavis and the Mermaid (2004) - The Poseidon Adventure film (2005) - The Queen (película) (2006) - EastEnders (2007, 2009) - ̈Is Anybody There? (2009) |

## Televisión
- 1964 The Saint ("The Noble Sportsman") Lady Anne Yearley
- 1965 Danger Man ("It's Up to the Lady") Paula Glover
- 1965 The Human Jungle ("Success Machine") Margo
- 1965 The Baron ("Farewell to Yesterday") Cathy Dorne
- 1966 Bat out of Hell as Diana
- 1969 Strange Report
- 1971 Paul Temple
- 1972 The Adventurer
- 1972–1974 My Good Woman
- 1982 It's Your Move (TV short movie)
- 1985 Miss Marple: A Murder is Announced
- 1989 Doctor Who ("Ghost Light") Mrs Pritchard
- 1991 Thatcher: The Final Days Margaret Thatcher
- 1993 Mulberry as Springtime
- 1998 Heartbeat ("Where There's a Will") Peggy Tatton
- 2000–2003 At Home with the Braithwaites
- 2002 Doctor Zhivago
- 2005 The Poseidon Adventure
- 2007, 2009, 2010 EastEnders
- 2008 New Tricks ("Communal Living")
- 2009 Blue Murder
- 2009 Agatha Christie's Marple ("Murder Is Easy") Lavinia Enid Pinkerton
- 2010 Doctors
- 2011 Case Histories
- 2011 Rev.